# Christie-Laufwerk

In der Mitte eines Christie-Laufwerks ist die Laufrolle (3) auf dem Schwingarm (1) montiert, der durch die Feder (2) nach unten gedrückt wird

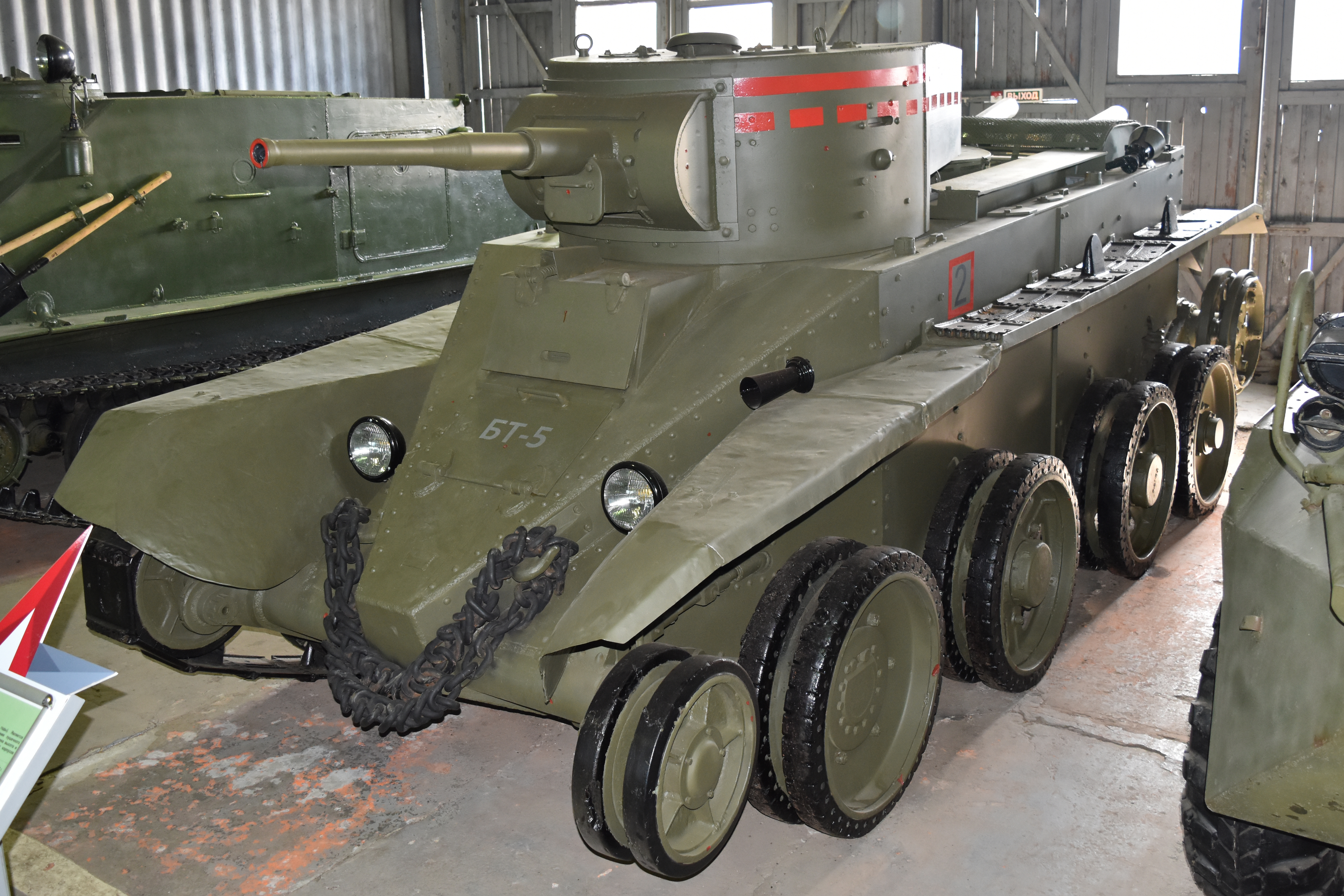
Ein BT-5 mit Christie-Laufwerk, auf der linken Fahrzeugseite ohne Gleiskette, Panzermuseum Kubinka

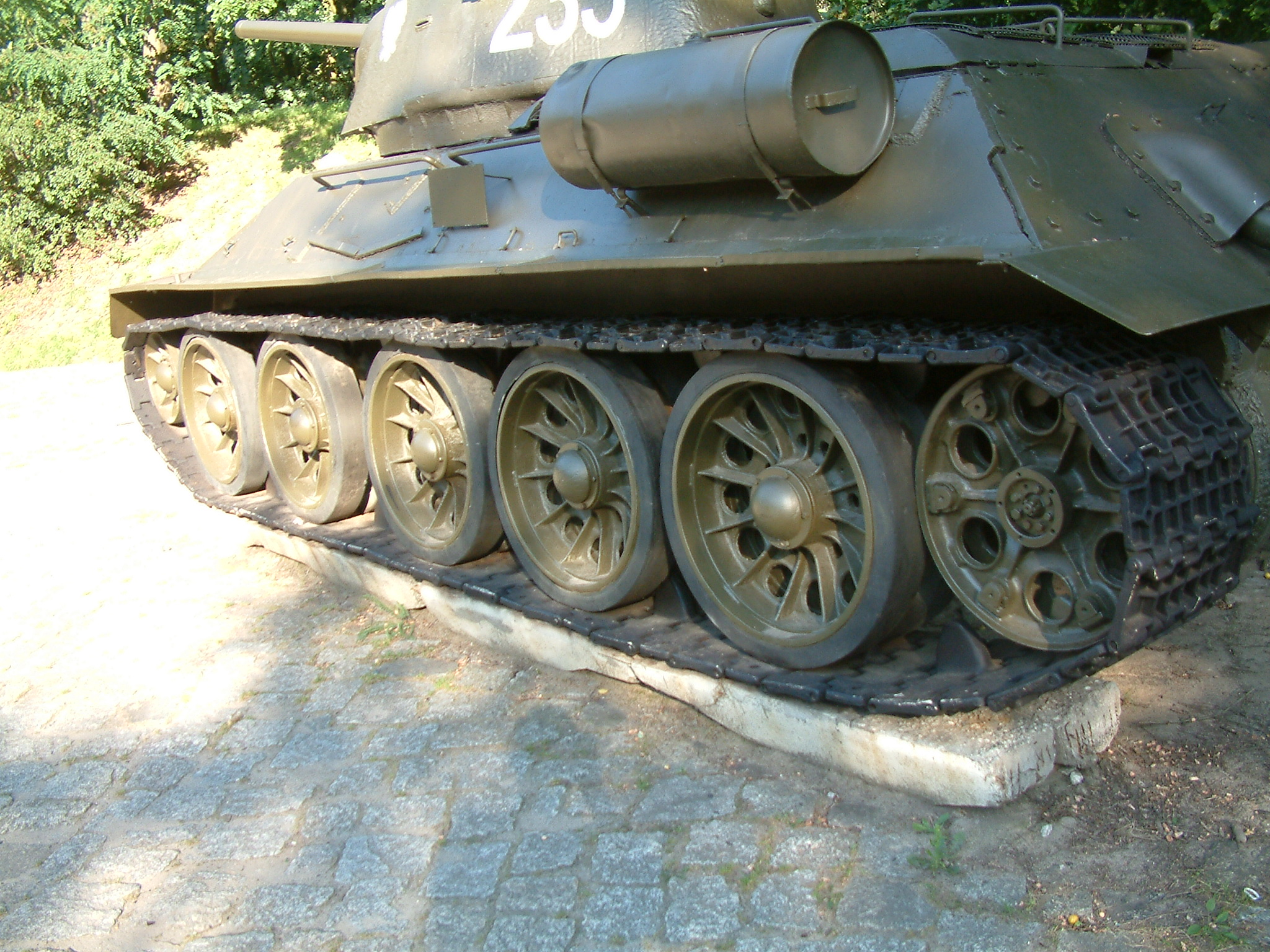
Das Laufwerk eines T-34

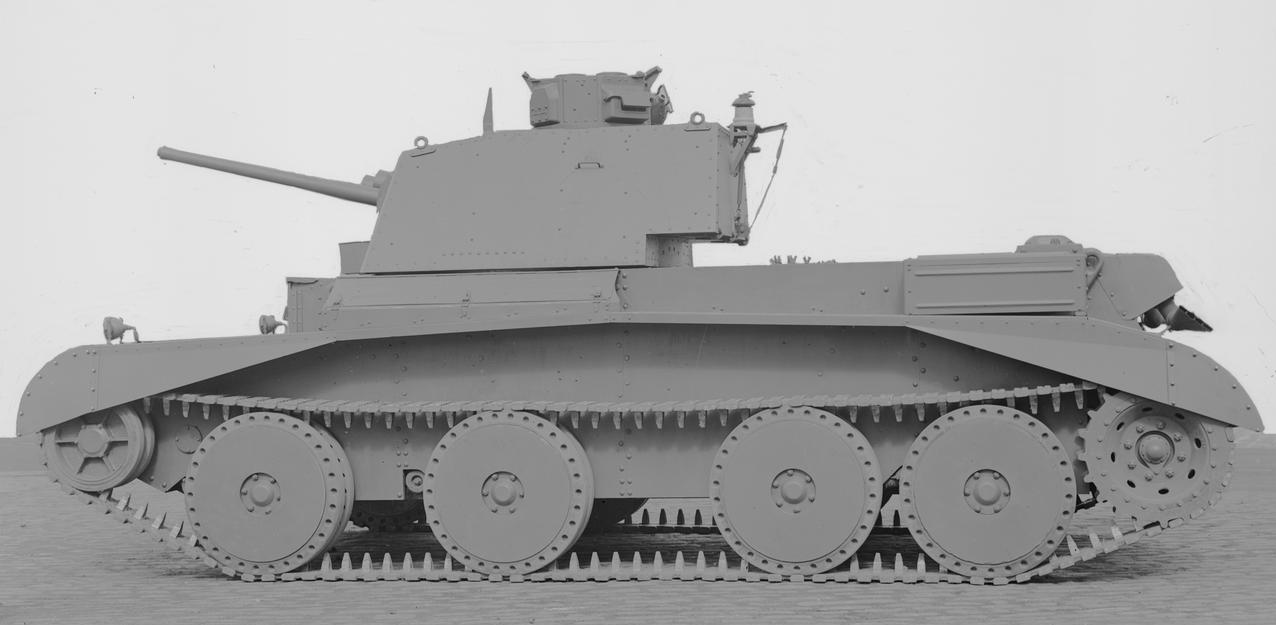
Britischer Mk.-III-Cruiser Tank

Britischer Crusader. Die unterschiedliche Einfederung der einzeln aufgehängten Laufrollen ist deutlich erkennbar.

Das Christie-Laufwerk ist ein von dem amerikanischen Erfinder John Walter Christie in den 1920er-Jahren für leichte Panzer entwickeltes Panzerkettenlaufwerk. Das Hauptmerkmal der Konstruktion ist die Möglichkeit, auf ausgebauten Straßen die Ketten abzunehmen und auf den Laufrollen zu fahren, was Reichweite und Geschwindigkeit erhöht und den Verschleiß verringert. Ein – leicht gepanzertes – Demonstrationsfahrzeug fuhr mit Ketten 64 km/h, auf den Laufrollen dagegen 113 km/h.

## Konstruktion
Das Christie-Kettenlaufwerk ist ein Laufrollenlaufwerk ohne Stützrollen für das obenliegende Kettentrum. Es besitzt große, scheibenförmige Doppellaufrollen, die jeweils an Schwingarmen aufgehängt sind, die wiederum mit Schraubenfedern gefedert sind. Zur Verschleißminderung sind die Laufrollen mit Gummi beschichtet. Die Antriebsräder sitzen am Heck, die Leiträder am Bug des Fahrzeuges. Die Antriebsräder übertragen ihre Bewegung über die mittig auf den Kettengliedern angeordneten Führungszähne auf die Gleisketten. Bei Straßenfahrt auf den Laufrollen wird das letzte Laufrollenpaar über eine Rollenkette angetrieben, während das erste Laufrollenpaar lenkbar ist. Damit dieses Rollenpaar eingeschlagen werden kann, ist der Fahrzeugbug keilförmig ausgebildet. Da dadurch für die Federung des vorderen Laufrollenpaars die Schraubenfeder nicht, wie bei den anderen Laufrollen senkrecht eingebaut werden kann, konstruierte Christie eine Hebelumlenkung und ordnete diese beiden Federn horizontal an, ohne Einbußen bei der Geländegängigkeit hinnehmen zu müssen.
Das Christie-Laufwerk ist dadurch charakterisiert, dass es mit und ohne Ketten fahrbar ist, keine Stützrollen hat, bei Straßenfahrt ohne Gleisketten ein Laufrollenpaar angetrieben wird und das vordere Laufrollenpaar lenkbar ist sowie dessen Bewegung aus der Vertikalen in die Horizontale umgelenkt wird, alle Laufrollen einzeln aufgehängt sind und mit (außenliegenden) Schraubenfedern gefedert werden.

## Prototypen
1928 führte Christie der US Army sein Fahrzeug vor. Die USA erwarben fünf Prototypen, konnten sich jedoch letztendlich nicht zu einer Beschaffung des Fahrzeugs entschließen, offiziell aus Kostengründen. Auch Polen bestellte zwei Fahrzeuge, stornierte den Auftrag später aber wieder.

## Sowjetunion

### BT
Im Jahre 1931 erwarb die Sowjetunion zwei Fahrgestelle ohne Türme. Die sowjetischen Ingenieure verbesserten mit Hilfe ihrer amerikanischen Kollegen Christies Konstruktion und verwendeten sie in Lizenz für ihre leichten Panzer der BT-Serie, die noch wahlweise mit oder ohne Ketten fahren konnten.

### T-34
Beim T-34 wurde auf die Möglichkeit zur Räderfahrt verzichtet, weil inzwischen haltbarere Ketten zur Verfügung standen und die Erfahrungen mit den BT gezeigt hatten, dass die Umrüstung von Rad- auf Kettenfahrt und umgekehrt zu aufwendig war. Die Nachteile wie kompliziertere Konstruktion und höheres Gewicht des kombinierten Rad-/Kettenlaufwerkes gegenüber einem reinen Kettenlaufwerk überwogen den Vorteil der größeren Geschwindigkeit auf befestigten Straßen. Dadurch konnte die aufwendige Lenkung des ersten Laufrollenpaares entfallen und alle Schraubenfedern fast senkrecht eingebaut werden.

## Großbritannien
Großbritannien verfolgte aufmerksam die Entwicklung in der Sowjetunion und verwendete das Christie-Prinzip schließlich für eigene Cruiser-Tank-Kreuzer-Panzerkampfwagen, darunter folgende Typen:
- A 13 / Mk. III
- Covenanter
- Crusader
- Cromwell
- Comet

## Japan
Im Rahmen der Entwicklung eines neuen leichten Panzers unter der Bezeichnung Typ 98 Ke-Ni orderte die japanische Armee neben dem Bau eines Prototyps der Version Kō mit einer modifizierten Version des Standardlaufwerks bei der Firma Mitsubishi einen zweiten Prototyp mit angepasstem Christie-Laufwerk als Version Ōtsu. Dieser wurde jedoch im Rahmen der Ersterprobung als  unterlegen eingestuft und abgelehnt.